# 안티오페 (아마조네스)

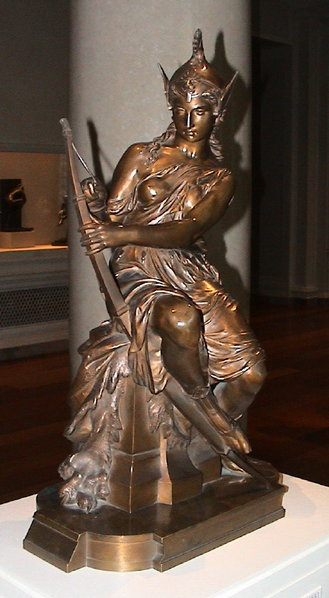

안티오페(Antiope)는 아마존의 한 사람으로, 테세우스의 아내이며 히폴리토스의 어머니이다.

## 같이 보기
- 펜테실레이아